# アメリカ合衆国議会の回次一覧
アメリカ合衆国議会の回次一覧（アメリカがっしゅうこくぎかいのかいじいちらん）では、アメリカ合衆国議会の各会期の開会日及び閉会日を掲載する。

## 一覧
| 議会      | 会期     | 開会日         | 閉会日               |
| --------- | -------- | -------------- | -------------------- |
| 第1議会   | 1        | 1789年3月4日   | 1789年9月29日        |
| 第1議会   | 2        | 1790年1月4日   | 1790年8月12日        |
| 第1議会   | 3        | 1790年12月6日  | 1791年3月3日         |
| 第2議会   | 特別議会 | 1791年3月4日   | 1791年3月4日         |
| 第2議会   | 1        | 1791年10月24日 | 1792年5月8日         |
| 第2議会   | 2        | 1792年11月5日  | 1793年3月2日         |
| 第3議会   | 特別議会 | 1793年3月4日   | 1793年3月4日         |
| 第3議会   | 1        | 1793年12月2日  | 1794年6月9日         |
| 第3議会   | 2        | 1794年11月3日  | 1795年3月3日         |
| 第4議会   | 特別議会 | 1795年6月8日   | 1795年6月26日        |
| 第4議会   | 1        | 1795年12月7日  | 1796年6月1日         |
| 第4議会   | 2        | 1796年12月5日  | 1797年3月3日         |
| 第5議会   | 特別議会 | 1797年3月4日   | 1797年3月4日         |
| 第5議会   | 1        | 1797年5月15日  | 1797年7月10日        |
| 第5議会   | 2        | 1797年11月13日 | 1798年7月16日        |
| 第5議会   | 特別議会 | 1798年7月17日  | 1798年7月19日        |
| 第5議会   | 3        | 1798年12月3日  | 1799年3月3日         |
| 第6議会   | 1        | 1799年12月2日  | 1800年5月14日        |
| 第6議会   | 2        | 1800年11月17日 | 1801年3月3日         |
| 第7議会   | 特別議会 | 1801年3月4日   | 1801年3月5日         |
| 第7議会   | 1        | 1801年12月7日  | 1802年5月3日         |
| 第7議会   | 2        | 1802年12月6日  | 1803年3月3日         |
| 第8議会   | 1        | 1803年10月17日 | 1804年3月27日        |
| 第8議会   | 2        | 1804年11月5日  | 1805年3月3日         |
| 第9議会   | 1        | 1805年12月2日  | 1806年4月21日        |
| 第9議会   | 2        | 1806年12月1日  | 1807年3月3日         |
| 第10議会  | 1        | 1807年10月26日 | 1808年4月25日        |
| 第10議会  | 2        | 1808年11月7日  | 1809年3月3日         |
| 第11議会  | 特別議会 | 1809年3月4日   | 1809年3月7日         |
| 第11議会  | 1        | 1809年5月22日  | 1809年6月28日        |
| 第11議会  | 2        | 1809年11月27日 | 1810年5月1日         |
| 第11議会  | 3        | 1810年12月3日  | 1811年3月3日         |
| 第12議会  | 1        | 1811年11月4日  | 1812年7月6日         |
| 第12議会  | 2        | 1812年11月2日  | 1813年3月3日         |
| 第13議会  | 1        | 1813年5月24日  | 1813年8月2日         |
| 第13議会  | 2        | 1813年12月6日  | 1814年4月18日        |
| 第13議会  | 3        | 1814年9月19日  | 1815年3月3日         |
| 第14議会  | 1        | 1815年12月4日  | 1816年4月30日        |
| 第14議会  | 2        | 1816年12月2日  | 1817年3月3日         |
| 第15議会  | 特別議会 | 1817年3月4日   | 1817年3月6日         |
| 第15議会  | 1        | 1817年12月1日  | 1818年4月20日        |
| 第15議会  | 2        | 1818年11月16日 | 1819年3月3日         |
| 第16議会  | 1        | 1819年12月6日  | 1820年5月15日        |
| 第16議会  | 2        | 1820年11月13日 | 1821年3月3日         |
| 第17議会  | 1        | 1821年12月3日  | 1822年5月8日         |
| 第17議会  | 2        | 1822年12月2日  | 1823年3月3日         |
| 第18議会  | 1        | 1823年12月1日  | 1824年5月27日        |
| 第18議会  | 2        | 1824年12月6日  | 1825年3月3日         |
| 第19議会  | 特別議会 | 1825年3月4日   | 1825年3月9日         |
| 第19議会  | 1        | 1825年12月5日  | 1826年5月22日        |
| 第19議会  | 2        | 1826年12月4日  | 1827年3月3日         |
| 第20議会  | 1        | 1827年12月3日  | 1828年5月26日        |
| 第20議会  | 2        | 1828年12月1日  | 1829年3月3日         |
| 第21議会  | 特別議会 | 1829年3月4日   | 1829年3月17日        |
| 第21議会  | 1        | 1829年12月7日  | 1830年5月31日        |
| 第21議会  | 2        | 1830年12月6日  | 1831年3月3日         |
| 第22議会  | 1        | 1831年12月5日  | 1832年7月16日        |
| 第22議会  | 2        | 1832年12月3日  | 1833年3月2日         |
| 第23議会  | 1        | 1833年12月2日  | 1834年6月30日        |
| 第23議会  | 2        | 1834年12月1日  | 1835年3月3日         |
| 第24議会  | 1        | 1835年12月7日  | 1836年7月4日         |
| 第24議会  | 2        | 1836年12月5日  | 1837年3月3日         |
| 第25議会  | 特別議会 | 1837年3月4日   | 1837年3月10日        |
| 第25議会  | 1        | 1837年9月4日   | 1837年10月16日       |
| 第25議会  | 2        | 1837年12月4日  | 1838年7月9日         |
| 第25議会  | 3        | 1838年12月3日  | 1839年3月3日         |
| 第26議会  | 1        | 1839年12月2日  | 1840年7月21日        |
| 第26議会  | 2        | 1840年12月7日  | 1841年3月3日         |
| 第27議会  | 特別議会 | 1841年3月4日   | 1841年3月15日        |
| 第27議会  | 1        | 1841年5月31日  | 1841年9月13日        |
| 第27議会  | 2        | 1841年12月6日  | 1842年8月31日        |
| 第27議会  | 3        | 1842年12月5日  | 1843年3月3日         |
| 第28議会  | 1        | 1843年12月4日  | 1844年6月17日        |
| 第28議会  | 2        | 1844年12月2日  | 1845年3月3日         |
| 第29議会  | 特別議会 | 1845年3月4日   | 1845年3月20日        |
| 第29議会  | 1        | 1845年12月1日  | 1846年8月10日        |
| 第29議会  | 2        | 1846年12月7日  | 1847年3月3日         |
| 第30議会  | 1        | 1847年12月6日  | 1848年8月14日        |
| 第30議会  | 2        | 1848年12月4日  | 1849年3月3日         |
| 第31議会  | 特別議会 | 1849年3月5日   | 1849年3月23日        |
| 第31議会  | 1        | 1849年12月3日  | 1850年9月30日        |
| 第31議会  | 2        | 1850年12月2日  | 1851年3月3日         |
| 第32議会  | 特別議会 | 1851年3月4日   | 1851年3月13日        |
| 第32議会  | 1        | 1851年12月1日  | 1852年8月31日        |
| 第32議会  | 2        | 1852年12月6日  | 1853年3月3日         |
| 第33議会  | 特別議会 | 1853年3月4日   | 1853年4月11日        |
| 第33議会  | 1        | 1853年12月5日  | 1854年8月7日         |
| 第33議会  | 2        | 1854年12月4日  | 1855年3月3日         |
| 第34議会  | 1        | 1855年12月3日  | 1856年8月18日        |
| 第34議会  | 2        | 1856年8月21日  | 1856年8月30日        |
| 第34議会  | 3        | 1856年12月1日  | 1857年3月3日         |
| 第35議会  | 特別議会 | 1857年3月4日   | 1857年3月14日        |
| 第35議会  | 1        | 1857年12月7日  | 1858年6月14日        |
| 第35議会  | 特別議会 | 1858年6月15日  | 1858年6月16日        |
| 第35議会  | 2        | 1858年12月6日  | 1859年3月3日         |
| 第36議会  | 特別議会 | 1859年3月4日   | 1859年3月10日        |
| 第36議会  | 1        | 1859年12月5日  | 1860年6月25日        |
| 第36議会  | 特別議会 | 1860年6月26日  | 1860年6月28日        |
| 第36議会  | 2        | 1860年12月3日  | 1861年3月3日         |
| 第37議会  | 特別議会 | 1861年3月4日   | 1861年3月28日        |
| 第37議会  | 1        | 1861年7月4日   | 1861年8月6日         |
| 第37議会  | 2        | 1861年12月2日  | 1862年7月17日        |
| 第37議会  | 3        | 1862年12月1日  | 1863年3月3日         |
| 第38議会  | 特別議会 | 1863年3月4日   | 1863年3月14日        |
| 第38議会  | 1        | 1863年12月7日  | 1864年7月4日         |
| 第38議会  | 2        | 1864年12月5日  | 1865年3月3日         |
| 第39議会  | 特別議会 | 1865年3月4日   | 1865年3月11日        |
| 第39議会  | 1        | 1865年12月4日  | 1866年7月28日        |
| 第39議会  | 2        | 1866年12月3日  | 1867年3月3日         |
| 第40議会  | 1        | 1867年3月4日   | 1867年12月1日        |
| 第40議会  | 特別議会 | 1867年4月1日   | 1867年4月20日        |
| 第40議会  | 2        | 1867年12月2日  | 1868年11月10日       |
| 第40議会  | 3        | 1868年12月7日  | 1869年3月3日         |
| 第41議会  | 1        | 1869年3月4日   | 1869年4月10日        |
| 第41議会  | 特別議会 | 1869年4月12日  | 1869年4月22日        |
| 第41議会  | 2        | 1869年12月6日  | 1870年7月15日        |
| 第41議会  | 3        | 1870年12月5日  | 1871年3月3日         |
| 第42議会  | 1        | 1871年3月4日   | 1871年4月20日        |
| 第42議会  | 特別議会 | 1871年5月10日  | 1871年5月27日        |
| 第42議会  | 2        | 1871年12月4日  | 1872年6月10日        |
| 第42議会  | 3        | 1872年12月2日  | 1873年3月3日         |
| 第43議会  | 特別議会 | 1873年3月4日   | 1873年3月26日        |
| 第43議会  | 1        | 1873年12月1日  | 1874年6月23日        |
| 第43議会  | 2        | 1874年12月7日  | 1875年3月3日         |
| 第44議会  | 特別議会 | 1875年3月5日   | 1875年3月24日        |
| 第44議会  | 1        | 1875年12月6日  | 1876年8月15日        |
| 第44議会  | 2        | 1876年12月4日  | 1877年3月3日         |
| 第45議会  | 特別議会 | 1877年3月5日   | 1877年3月17日        |
| 第45議会  | 1        | 1877年10月15日 | 1877年12月3日        |
| 第45議会  | 2        | 1877年12月3日  | 1878年6月20日        |
| 第45議会  | 3        | 1878年12月2日  | 1879年3月3日         |
| 第46議会  | 1        | 1879年3月18日  | 1879年7月1日         |
| 第46議会  | 2        | 1879年12月1日  | 1880年6月16日        |
| 第46議会  | 3        | 1880年12月6日  | 1881年3月3日         |
| 第47議会  | 特別議会 | 1881年3月4日   | 1881年5月20日        |
| 第47議会  | 特別議会 | 1881年10月10日 | 1881年10月29日       |
| 第47議会  | 1        | 1881年12月5日  | 1882年8月8日         |
| 第47議会  | 2        | 1882年12月4日  | 1883年3月3日         |
| 第48議会  | 1        | 1883年12月3日  | 1884年7月7日         |
| 第48議会  | 2        | 1884年12月1日  | 1885年3月3日         |
| 第49議会  | 特別議会 | 1885年3月4日   | 1885年4月2日         |
| 第49議会  | 1        | 1885年12月7日  | 1886年8月5日         |
| 第49議会  | 2        | 1886年12月6日  | 1887年3月3日         |
| 第50議会  | 1        | 1887年12月5日  | 1888年10月20日       |
| 第50議会  | 2        | 1888年12月3日  | 1889年3月3日         |
| 第51議会  | 特別議会 | 1889年3月4日   | 1889年4月2日         |
| 第51議会  | 1        | 1889年12月2日  | 1890年10月1日        |
| 第51議会  | 2        | 1890年12月1日  | 1891年3月3日         |
| 第52議会  | 1        | 1891年12月7日  | 1892年8月5日         |
| 第52議会  | 2        | 1892年12月5日  | 1893年3月3日         |
| 第53議会  | 特別議会 | 1893年3月4日   | 1893年4月15日        |
| 第53議会  | 1        | 1893年8月7日   | 1893年11月3日        |
| 第53議会  | 2        | 1893年12月4日  | 1894年8月28日        |
| 第53議会  | 3        | 1894年12月3日  | 1895年3月3日         |
| 第54議会  | 1        | 1895年12月2日  | 1896年6月11日        |
| 第54議会  | 2        | 1896年12月7日  | 1897年3月3日         |
| 第55議会  | 特別議会 | 1897年3月4日   | 1897年3月10日        |
| 第55議会  | 1        | 1897年3月15日  | 1897年7月24日        |
| 第55議会  | 2        | 1897年12月6日  | 1898年7月8日         |
| 第55議会  | 3        | 1898年12月5日  | 1899年3月3日         |
| 第56議会  | 1        | 1899年12月4日  | 1900年6月7日         |
| 第56議会  | 2        | 1900年12月3日  | 1901年3月3日         |
| 第57議会  | 特別議会 | 1901年3月4日   | 1901年3月9日         |
| 第57議会  | 1        | 1901年12月2日  | 1902年7月1日         |
| 第57議会  | 2        | 1902年12月1日  | 1903年3月3日         |
| 第58議会  | 特別議会 | 1903年3月5日   | 1903年3月19日        |
| 第58議会  | 1        | 1903年11月9日  | 1903年12月7日        |
| 第58議会  | 2        | 1903年12月7日  | 1904年4月28日        |
| 第58議会  | 3        | 1905年12月5日  | 1905年3月3日         |
| 第59議会  | 特別議会 | 1905年3月4日   | 1905年3月18日        |
| 第59議会  | 1        | 1905年12月4日  | 1906年6月30日        |
| 第59議会  | 2        | 1906年12月3日  | 1907年3月3日         |
| 第60議会  | 1        | 1907年12月2日  | 1908年5月30日        |
| 第60議会  | 2        | 1908年12月7日  | 1909年3月3日         |
| 第61議会  | 特別議会 | 1909年3月4日   | 1909年3月6日         |
| 第61議会  | 1        | 1909年3月15日  | 1909年8月5日         |
| 第61議会  | 2        | 1909年12月6日  | 1910年6月25日        |
| 第61議会  | 3        | 1910年12月5日  | 1911年3月3日         |
| 第62議会  | 1        | 1911年4月4日   | 1911年8月22日        |
| 第62議会  | 2        | 1911年12月4日  | 1912年8月26日        |
| 第62議会  | 3        | 1912年12月2日  | 1913年3月3日         |
| 第63議会  | 特別議会 | 1913年3月4日   | 1913年3月17日        |
| 第63議会  | 1        | 1913年4月7日   | 1913年12月1日        |
| 第63議会  | 2        | 1913年12月1日  | 1914年10月24日       |
| 第63議会  | 3        | 1914年12月7日  | 1915年3月3日         |
| 第64議会  | 1        | 1915年12月6日  | 1916年9月8日         |
| 第64議会  | 2        | 1916年12月4日  | 1917年3月3日         |
| 第65議会  | 特別議会 | 1917年3月5日   | 1917年3月16日        |
| 第65議会  | 1        | 1917年4月2日   | 1917年10月6日        |
| 第65議会  | 2        | 1917年12月3日  | 1918年11月21日       |
| 第65議会  | 3        | 1918年12月2日  | 1919年3月3日         |
| 第66議会  | 1        | 1919年5月19日  | 1919年11月19日       |
| 第66議会  | 2        | 1919年12月1日  | 1920年6月5日         |
| 第66議会  | 3        | 1920年12月6日  | 1921年3月3日         |
| 第67議会  | 特別議会 | 1921年3月4日   | 1921年3月15日        |
| 第67議会  | 1        | 1921年4月11日  | 1921年11月23日       |
| 第67議会  | 2        | 1921年12月5日  | 1922年9月22日        |
| 第67議会  | 3        | 1922年11月20日 | 1922年12月4日        |
| 第67議会  | 4        | 1922年12月4日  | 1923年3月3日         |
| 第68議会  | 1        | 1923年12月3日  | 1924年6月7日         |
| 第68議会  | 2        | 1924年12月1日  | 1925年3月3日         |
| 第69議会  | 特別議会 | 1925年3月4日   | 1925年3月18日        |
| 第69議会  | 1        | 1925年12月7日  | 1926年7月3日         |
| 第69議会  | 2        | 1926年12月6日  | 1927年3月4日         |
| 第70議会  | 1        | 1927年12月5日  | 1928年5月29日        |
| 第70議会  | 2        | 1928年12月3日  | 1929年3月3日         |
| 第71議会  | 特別議会 | 1929年3月4日   | 1929年3月5日         |
| 第71議会  | 1        | 1929年4月15日  | 1929年11月22日       |
| 第71議会  | 2        | 1929年12月2日  | 1930年7月3日         |
| 第71議会  | 特別議会 | 1930年7月7日   | 1930年7月21日        |
| 第71議会  | 3        | 1930年12月1日  | 1931年3月3日         |
| 第72議会  | 1        | 1931年12月7日  | 1932年7月16日        |
| 第72議会  | 2        | 1932年12月5日  | 1933年3月3日         |
| 第73議会  | 特別議会 | 1933年3月4日   | 1933年3月6日         |
| 第73議会  | 1        | 1933年3月9日   | 1933年6月15日        |
| 第73議会  | 2        | 1934年1月3日   | 1934年6月18日        |
| 第74議会  | 1        | 1935年1月3日   | 1935年8月26日        |
| 第74議会  | 2        | 1936年1月3日   | 1936年6月20日        |
| 第75議会  | 1        | 1937年1月5日   | 1937年8月21日        |
| 第75議会  | 2        | 1937年11月15日 | 1937年12月21日       |
| 第75議会  | 3        | 1938年1月3日   | 1938年6月16日        |
| 第76議会  | 1        | 1939年1月3日   | 1939年8月5日         |
| 第76議会  | 2        | 1939年9月21日  | 1939年11月3日        |
| 第76議会  | 3        | 1940年1月3日   | 1941年1月3日         |
| 第77議会  | 1        | 1941年1月3日   | 1942年1月2日         |
| 第77議会  | 2        | 1942年1月5日   | 1942年12月16日       |
| 第78議会  | 1        | 1943年1月6日   | 1943年12月21日       |
| 第78議会  | 2        | 1944年1月10日  | 1944年12月19日       |
| 第79議会  | 1        | 1945年1月3日   | 1945年12月21日       |
| 第79議会  | 2        | 1946年1月14日  | 1946年8月2日         |
| 第80議会  | 1        | 1947年1月3日   | 1947年12月19日       |
| 第80議会  | 2        | 1948年1月6日   | 1948年12月31日       |
| 第81議会  | 1        | 1949年1月3日   | 1949年10月19日       |
| 第81議会  | 2        | 1950年1月3日   | 1951年1月2日         |
| 第82議会  | 1        | 1951年1月3日   | 1951年10月20日       |
| 第82議会  | 2        | 1952年1月8日   | 1952年7月7日         |
| 第83議会  | 1        | 1953年1月3日   | 1953年8月3日         |
| 第83議会  | 2        | 1954年1月6日   | 1954年12月2日        |
| 第84議会  | 1        | 1955年1月5日   | 1955年8月2日         |
| 第84議会  | 2        | 1956年1月3日   | 1956年7月27日        |
| 第85議会  | 1        | 1957年1月3日   | 1957年8月30日        |
| 第85議会  | 2        | 1958年1月7日   | 1958年8月24日        |
| 第86議会  | 1        | 1959年1月7日   | 1959年9月15日        |
| 第86議会  | 2        | 1960年1月6日   | 1960年9月1日         |
| 第87議会  | 1        | 1961年1月3日   | 1961年9月27日        |
| 第87議会  | 2        | 1962年1月10日  | 1962年10月13日       |
| 第88議会  | 1        | 1963年1月9日   | 1963年12月30日       |
| 第88議会  | 2        | 1964年1月7日   | 1964年10月3日        |
| 第89議会  | 1        | 1965年1月4日   | 1965年10月23日       |
| 第89議会  | 2        | 1966年1月10日  | 1966年10月22日       |
| 第90議会  | 1        | 1967年1月10日  | 1967年12月15日       |
| 第90議会  | 2        | 1968年1月15日  | 1968年10月14日       |
| 第91議会  | 1        | 1969年1月3日   | 1969年12月23日       |
| 第91議会  | 2        | 1970年1月19日  | 1971年1月2日         |
| 第92議会  | 1        | 1971年1月21日  | 1971年12月17日       |
| 第92議会  | 2        | 1972年1月18日  | 1972年10月18日       |
| 第93議会  | 1        | 1973年1月3日   | 1973年12月22日       |
| 第93議会  | 2        | 1974年1月21日  | 1974年12月20日       |
| 第94議会  | 1        | 1975年1月14日  | 1975年12月19日       |
| 第94議会  | 2        | 1976年1月19日  | 1976年10月1日        |
| 第95議会  | 1        | 1977年1月4日   | 1977年12月15日       |
| 第95議会  | 2        | 1978年1月19日  | 1978年10月15日       |
| 第96議会  | 1        | 1979年1月15日  | 1980年1月3日         |
| 第96議会  | 2        | 1980年1月3日   | 1980年12月16日       |
| 第97議会  | 1        | 1981年1月5日   | 1981年12月16日       |
| 第97議会  | 2        | 1982年1月25日  | 1982年12月23日       |
| 第98議会  | 1        | 1983年1月3日   | 1983年11月18日       |
| 第98議会  | 2        | 1984年1月23日  | 1984年10月12日       |
| 第99議会  | 1        | 1985年1月3日   | 1985年12月20日       |
| 第99議会  | 2        | 1986年1月21日  | 1986年10月18日       |
| 第100議会 | 1        | 1987年1月6日   | 1987年12月22日       |
| 第100議会 | 2        | 1988年1月25日  | 1988年10月22日       |
| 第101議会 | 1        | 1989年1月3日   | 1989年11月22日       |
| 第101議会 | 2        | 1990年1月23日  | 1990年10月28日       |
| 第102議会 | 1        | 1991年1月3日   | 1992年1月3日         |
| 第102議会 | 2        | 1992年1月3日   | 1992年10月9日        |
| 第103議会 | 1        | 1993年1月5日   | 1993年11月26日       |
| 第103議会 | 2        | 1994年1月25日  | 1994年12月1日        |
| 第104議会 | 1        | 1995年1月4日   | 1996年1月3日         |
| 第104議会 | 2        | 1996年1月3日   | 1996年10月4日        |
| 第105議会 | 1        | 1997年1月7日   | 1997年11月13日       |
| 第105議会 | 2        | 1998年1月27日  | 1998年12月19日       |
| 第106議会 | 1        | 1999年1月6日   | 1999年11月22日       |
| 第106議会 | 2        | 2000年1月24日  | 2000年12月15日       |
| 第107議会 | 1        | 2001年1月3日   | 2001年12月20日       |
| 第107議会 | 2        | 2002年1月23日  | 2002年11月22日       |
| 第108議会 | 1        | 2003年1月7日   | 2003年12月9日        |
| 第108議会 | 2        | 2004年1月20日  | 2004年12月8日        |
| 第109議会 | 1        | 2005年1月4日   | 2005年12月22日       |
| 第109議会 | 2        | 2006年1月3日   | 2006年12月9日        |
| 第110議会 | 1        | 2007年1月4日   | 2007年12月19日       |
| 第110議会 | 2        | 2008年1月3日   | 2009年1月3日         |
| 第111議会 | 1        | 2009年1月6日   | 2009年12月24日       |
| 第111議会 | 2        | 2010年1月5日   | 2010年12月22日       |
| 第112議会 | 1        | 2011年1月5日   | 2012年1月3日         |
| 第112議会 | 2        | 2012年1月3日   | 2013年1月3日         |
| 第113議会 | 1        | 2013年1月3日   | 2013年12月26日       |
| 第113議会 | 2        | 2014年1月3日   | 2014年12月16日       |
| 第114議会 | 1        | 2015年1月6日   | 2015年12月18日       |
| 第114議会 | 2        | 2016年1月4日   | 2017年1月3日         |
| 第115議会 | 1        | 2017年1月3日   | 2018年1月3日         |
| 第115議会 | 2        | 2018年1月3日   | 2019年1月3日         |
| 第116議会 | 1        | 2019年1月3日   | 2020年1月3日         |
| 第116議会 | 2        | 2020年1月3日   | 2021年1月3日         |
| 第117議会 | 1        | 2021年1月3日   | 2022年1月3日         |
| 第117議会 | 2        | 2022年1月3日   | 2023年1月3日         |
| 第118議会 | 1        | 2023年1月3日   | 2024年1月3日         |
| 第118議会 | 2        | 2024年1月3日   | 2025年1月3日（予定） |

## 将来予定される議会
- 第119議会（英語版）: 2025-2027
- 第120議会: 2027-2029
- 第121議会: 2029-2031
- 第122議会: 2031-2033
- 第123議会: 2033-2035